# Gösta Lindh
Gösta Lindh (født 8. februar 1924, død 4. januar 1984) var en svensk fodboldspiller (forsvarer).
På klubplan tilbragte Lindh hele sin karriere hos Örebro SK i sin fødeby.
Lindh spillede desuden 31 kampe og scorede to mål for Sveriges landshold. Han repræsenterede sit land ved OL 1952 i Helsinki, hvor svenskerne vandt bronze.